# Ferdinando Andreucci
Pour les articles homonymes, voir Andreucci.
Ferdinando Andreucci (né le 15 juin 1806 à Sienne et mort le 11 février 1888  à Florence) est un homme politique italien.

## Biographie
Ferdinando Andreucci a été député du royaume de Sardaigne durant la VIIe législature.
Il a ensuite été député du royaume d'Italie durant les VIIIe, IXe Xeet XIe législatures. Il a également été sénateur durant la XIelégislature.

## Source de la traduction
- (it) Cet article est partiellement ou en totalité issu de l’article de Wikipédia en italien intitulé « Cesare Albicini » (voir la liste des auteurs).